# 僕は特急の機関士で
- 僕は特急の機関士で
- 僕は特急の機関手で
- ぼくは特急の機関士で[1]

僕は特急の機関士で（ぼくはとっきゅうのきかんしで）は、1951年（昭和26年）5月に発売された流行歌（冗談音楽、コミックソング）。作詞・作曲は三木鶏郎。
古い楽譜やレコードなどでは『僕は特急の機関手で』（ぼくはとっきゅうのきかんしゅで）という表記も見られる。

## 概要
NHK『日曜娯楽版』で1950年（昭和25年）10月から放送開始。冗談鉄道唱歌として、まず東京 - 大阪間を歌ったところ、評判がよく、山陽、常磐、東北、信越、中央、北陸、関西、紀伊、山陰、四国、九州、鹿児島山陽、北海道と全国に及んだ。翌年5月には、日本コロムビア、および日本ビクター（音楽レコード事業部、現・ビクターエンタテインメント）が各種レコードを出している。
全ての歌詞を並べると148番にもなり、通しで歌っても50分以上かかる。

## レコード・CD
- 日本コロムビア
  - （東海道の巻）- 歌：三木鶏郎、森繁久彌[4]、丹下キヨ子
  - （九州巡りの巻）- 歌：霧島昇、二葉あき子、伊藤久男
  - （東北巡りの巻）- 歌：伊藤久男、霧島昇、奈良光枝、並木路子
  - （北海道巡りの巻）- 歌：三木鶏郎、丹下キヨ子、安藤まり子
- ビクターレコード（日本ビクター）
  - （東海道・九州篇）- 歌：轟夕起子、波岡惣一郎、服部富子
  - （東北・北海道篇）- 歌：轟夕起子、波岡惣一郎、宇都美清、西村正美、生田恵子
- ポリドール（日本グラモフォン〈現・ユニバーサルミュージックLLC〉） - 歌：青山ミチ（1964年発売、曲名は「ボクは特急の機関手で」。歌詞は「東海道の巻」のもの）

「東海道の巻」は『青春歌年鑑 50年代総集編』および『三木鶏郎音楽作品集 〜トリローソングス〜』（2005年発売）に収録されており、後者には「九州巡りの巻」「東北巡りの巻」「北海道巡りの巻」も併録されている。
ビクター盤は『オリジナル原盤による昭和の流行歌（戦後篇 昭和22年〜28年）』（ビクター音楽産業〈現・ビクターエンタテインメント〉、1989年発売）および『懐かしのメロディー ビクター編』（ビクター音楽産業、1992年発売）に収録されている。

## ボクはお猿の機関士で
『僕は特急の機関士で』の子供版（替え歌）として丘灯至夫作詞の『ボクはお猿の機関士で』（ボクはおさるのきかんしで、僕はお猿の機関士で）がある。1951年（昭和26年）に日本コロムビアからSPレコード発売。
動物園を舞台としており、歌詞には様々な動物が登場する。

### レコード・CD
- 日本コロムビア：河井坊茶、伴久美子、土屋忠一、川田孝子、松田トシ、津々木桂子、安西愛子、三木鶏郎

2010年発売の『決定盤 丘灯至夫作品集〜高校三年生 高原列車は行く〜』に収録されている。
また、1979年に日本コロムビアから発売された丘灯至夫作詞生活40年記念LP『ねこふんじゃった こどもの歌アルバム』ではコロムビア・オールスターズ（ささきいさお、堀江美都子、大杉久美子、かおりくみこ、水木一郎、こおろぎ'73）が歌った。こちらの音源は2012年に日本コロムビアから発売された『水木一郎 キッズ ソング・ベスト3!』に収録されている。